# ويليام بيني بروكس
كان ويليام بيني بروكس (منذ 13 أغسطس 1809 حتى 11 ديسمبر 1895) جراحًا إنجليزيًا، وقاضيًا، وعالم نبات، ومعلمًا تربويًا، اشتهر بشكل خاص بتأسيس ألعاب وينلوك الأولمبية، التي ألهمت الألعاب الأولمبية الحديثة، وترويجه للتربية البدنية وتحسين الشخصية.
ولد بروكس وعاش وعمل ومات في بلدة السوق الصغيرة ماتش وينلوك، شروبشاير، إنجلترا. تتلمذ على يد والده الدكتور ويليام بروكس، ودرس لاحقًا في لندن وباريس، وبادوا في إيطاليا، قبل العودة إلى موطنه في ماتش وينلوك في عام 1831.
كان بروكس مصلحًا اجتماعيًا، بدأ بحملة لإتاحة الفرص لمن أسماهم «كل درجة من درجات الإنسان» لتوسيع معرفتهم وليصبحوا لائقين عقليًا وجسديًا. أسس جمعية وينلوك للقراءة الزراعية (WARS) في عام 1841 لتوفير فرصة اكتساب المعرفة، ولكن بشكل خاص لتوفير الفرص للطبقات العاملة. وعمل على تعزيز ممارسة التمارين الرياضية، بدءًا من الجري إلى كرة القدم، من خلال إقامة ألعاب سنوية تقدم جوائز للمسابقات الرياضية. وفي وقت لاحق أضيفت مسابقات للفعاليات «الثقافية». فتح هذا الباب أمام الطبقات العاملة لدخول الرياضة التنافسية التي كانت في السابق في المملكة المتحدة امتيازًا للنخبة فقط. بعد دورة الألعاب الأولمبية لعام 1860، انفصلت الطبقة الأولمبية عن جمعية وينلوك للقراءة الزراعية بسبب اختلاف لا رجعة فيه في الرأي بين المنظمتين، وغيرت اسمها إلى جمعية وينلوك الأولمبية (WOS) للتأكيد على أنها أصبحت الآن مستقلة.
حملته التي استمرت طوال حياته لإدراج التربية البدنية في المناهج المدرسية جعلته على اتصال بالبارون بيير دي كوبرتان. في عام 1890، زار الأرستقراطي الفرنسي الشاب ماتش وينلوك وأقام مع الدكتور بروكس في منزله الذي قضى فيه حياته في شارع ويلمور. نظمت الجمعية ألعابًا خاصة للبارون، وكتب كوبرتان اعتمادًا على ما استوحاه من الحدث ومناقشاته مع بروكس: «إذا كانت الألعاب الأولمبية التي لم تتمكن اليونان الحديثة من إحيائها لا تزال موجودة اليوم، فهذا لا يرجع إلى اليونانيين، بل للدكتور ويليام بيني بروكس».

## إرثه
تحافظ جمعية وينلوك الأولمبية على مُثُلها الأصلية، وتستمر في تنظيم الألعاب الأولمبية السنوية. تقام الفنون الحية في شهر مارس من كل عام، وتقام الألعاب الرياضية في شهر يوليو. سُميت مدرسة ويليام بروكس في ماتش وينلوك باسمه. في عام 1994، وضع رئيس اللجنة الأولمبية الدولية آنذاك، خوان أنطونيو سامارانش إكليلًا من الزهور على قبر ويليام بيني بروكس قائلًا: «جئت لأشيد بالدكتور بروكس، الذي كان بالفعل مؤسس الألعاب الأولمبية الحديثة».